# Шорвуд (Іллінойс)
Шорвуд (англ. Shorewood) — селище (англ. village) в США, в окрузі Вілл штату Іллінойс. Населення — 18 186 осіб (2020).

## Географія
Шорвуд розташований за координатами 41°31′3″ пн. ш. 88°12′55″ зх. д. / 41.51750° пн. ш. 88.21528° зх. д. (41.517527, -88.215155).  За даними Бюро перепису населення США в 2010 році селище мало площу 20,43 км², з яких 20,13 км² — суходіл та 0,29 км² — водойми.

## Демографія
Згідно з переписом 2010 року, у селищі мешкало 15 615 осіб у 5507 домогосподарствах у складі 4294 родин. Густота населення становила 764 особи/км².  Було 5716 помешкань (280/км²).
Расовий склад населення:
| - 87,7 % — білих - 5,3 % — чорних або афроамериканців - 1,7 % — азіатів - 0,2 % — корінних американців - 3,3 % — осіб інших рас |

До двох чи більше рас належало 1,8 %. Частка іспаномовних становила 10,8 % від усіх жителів.
За віковим діапазоном населення розподілялося таким чином: 27,3 % — особи молодші 18 років, 61,8 % — особи у віці 18—64 років, 10,9 % — особи у віці 65 років та старші. Медіана віку мешканця становила 38,1 року. На 100 осіб жіночої статі у селищі припадало 95,9 чоловіків;  на 100 жінок у віці від 18 років та старших — 94,3 чоловіків також старших 18 років.
Середній дохід на одне домашнє господарство  становив 105 164 долари США (медіана — 93 955), а середній дохід на одну сім'ю — 117 654 долари (медіана — 100 855). Медіана доходів становила 70 778 доларів для чоловіків та 45 094 долари для жінок. За межею бідності перебувало 8,1 % осіб, у тому числі 9,3 % дітей у віці до 18 років та 5,0 % осіб у віці 65 років та старших.
Цивільне працевлаштоване населення становило 8115 осіб. Основні галузі зайнятості: освіта, охорона здоров'я та соціальна допомога — 24,0 %, роздрібна торгівля — 14,2 %, науковці, спеціалісти, менеджери — 13,4 %.